# Biebelsheim
Biebelsheim är en kommun och ort i Landkreis Bad Kreuznach i förbundslandet Rheinland-Pfalz i Tyskland.
Kommunen ingår i kommunalförbundet Verbandsgemeinde Bad Kreuznach tillsammans med ytterligare 12 kommuner.